# 鳴門カントリークラブ
鳴門カントリークラブ（なるとカントリークラブ）は、徳島県鳴門市にあるゴルフ場である。

## 概要
1955年（昭和30年）代、徳島県内のゴルフ場は、1960年（昭和35年）5月3日開場した「徳島ゴルフ倶楽部」・吉野川コース（吉野川右岸の河川敷9ホール）の一カ所だけで、いつも大繁盛していた。徳島ゴルフ倶楽部が開場した5年後、「本格派の18ホールが必要だ」という声だ高まり、担ぎ出されたのが柏原大五郎だった。柏原は徳島ゴルフ倶楽部の経営母体である徳島観光ゴルフ株式会社の初代社長で、徳島商工会議所会頭である。
最初は徳島ゴルフ倶楽部の拡張を検討したが、用地取得が出来なかった。考えられた候補地は、鳴門市瀬戸町北泊地区の標高130メートルを頂上とする丘陵地の半島である。北には瀬戸内海が、東には小鳴門海峡、西に日出湾と、三方が海のシーサイドコースである。徳島ゴルフ倶楽部の設計を行った佐藤儀一に視察を依頼すると、「関西に比類なきコースができる」との評価だった。
1963年（昭和38年）2月26日、建設用地の買収も順調に進み、徳島県や鳴門市も協力的で、新たなゴルフ場の建設に向けて経営母体「鳴門ゴルフ株式会社」を設立し、柏原大五郎が社長に就任した。同年6月5日、造成工事が着工された。コース設計は佐藤儀一、土木工事は日本国土開発株式会社、コース造成工事は安達建設がそれぞれ担当した。
佐藤儀一は設計に関して、土量の移動も少なく済み、変化に富むコースになる、特に瀬戸内海国立公園内の渦潮、海岸地形との調和に拘ったと語った。佐藤儀一にとっては、鳴門の渦潮こそが第一のモチーフだったようである。その後、淡路島から鳴門大橋も開通している。

## 所在地
〒771-0364 徳島県鳴門市瀬戸町北泊字北泊529-1 

## コース情報
- 開場日 - 1964年10月15日
- 設計者 - 佐藤 儀一
- 面積 - 990,000m2（約29.9万坪）
- コースタイプ - シーサイドコース
- コース - 18ホールズ、パー72、6,305ヤード、コースレート71.0
- フェアウェー - コウライ
- ラフ - ノシバ
- グリーン - 1グリーン、コウライ
- ハザード - バンカー84、池が絡むホール
- ラウンドスタイル - 毎週火曜日、毎月最終金曜日（セルフ営業）、1月1日
- 練習場 - 5打席7ヤード
- 休場日 - 毎週月曜日、12月31日、1月1日[2][3]

## クラブ情報
- ハウス面積 - 2,110m2（638.2坪）
- ハウス設計 - 大成建設株式会社
- ハウス施工 - 大成建設株式会社[2][3]

## ギャラリー
- コース - 「鳴門カントリークラブ」、コース案内、2021年5月1日閲覧
- ハウス - 「鳴門カントリークラブ」、施設案内、2021年5月1日閲覧

## 交通アクセス
- 鉄道 - JR鳴門線 - 鳴門駅より タクシー利用約20分[4]
- 道路 - 神戸淡路鳴門自動車道 - 鳴門北ICより 9Km[4]

## エピソード
- 瀬戸内海国立公園内とのことで、コース工事中はブルドーザーも分解して現地に搬入されたという。また、ブルドーザーは英国製で10台揃えたとのこと、当時としては珍しいことであった[5]。

## 関連文献
- 『ゴルフ場ガイド 西版』、2006-2007、「鳴門カントリークラブ」、東京 ゴルフダイジェスト社、2006年5月、2021年5月1日閲覧
- 『美しい日本のゴルフコース BEAUTIFUL GOLF CULTURE IN JAPAN 日本のゴルフ110年記念 ゴルフは日本の新しい伝統文化である』、ゴルフダイジェスト社「美しい日本のゴルフコース」編纂委員会編、「新産業都市指定で徳島県東北部に本格的ゴルフ場建設が必要とされた」、東京 ゴルフダイジェスト社、2013年12月、2021年5月1日閲覧